# The Queen’s College w Oksfordzie
The Queen’s College – jedno z kolegiów Uniwersytetu Oksfordzkiego (University of Oxford) w Anglii.
Kolegium to zostało założone w 1341 roku przez Roberta de Eglesfield na cześć królowej Filipy z Hainault (żony króla Anglii Edwarda III). College zbudowany jest głównie w stylu neoklasycystycznym, który obejmuje budynki zaprojektowane przez sir Christophera Wrena i Nicholasa Hawksmoora.
W 2014 roku fundusz kolegium wyniósł £206 mln, co czyni go piątym najbogatszym kolegium w Oksfordzie.

## Historia

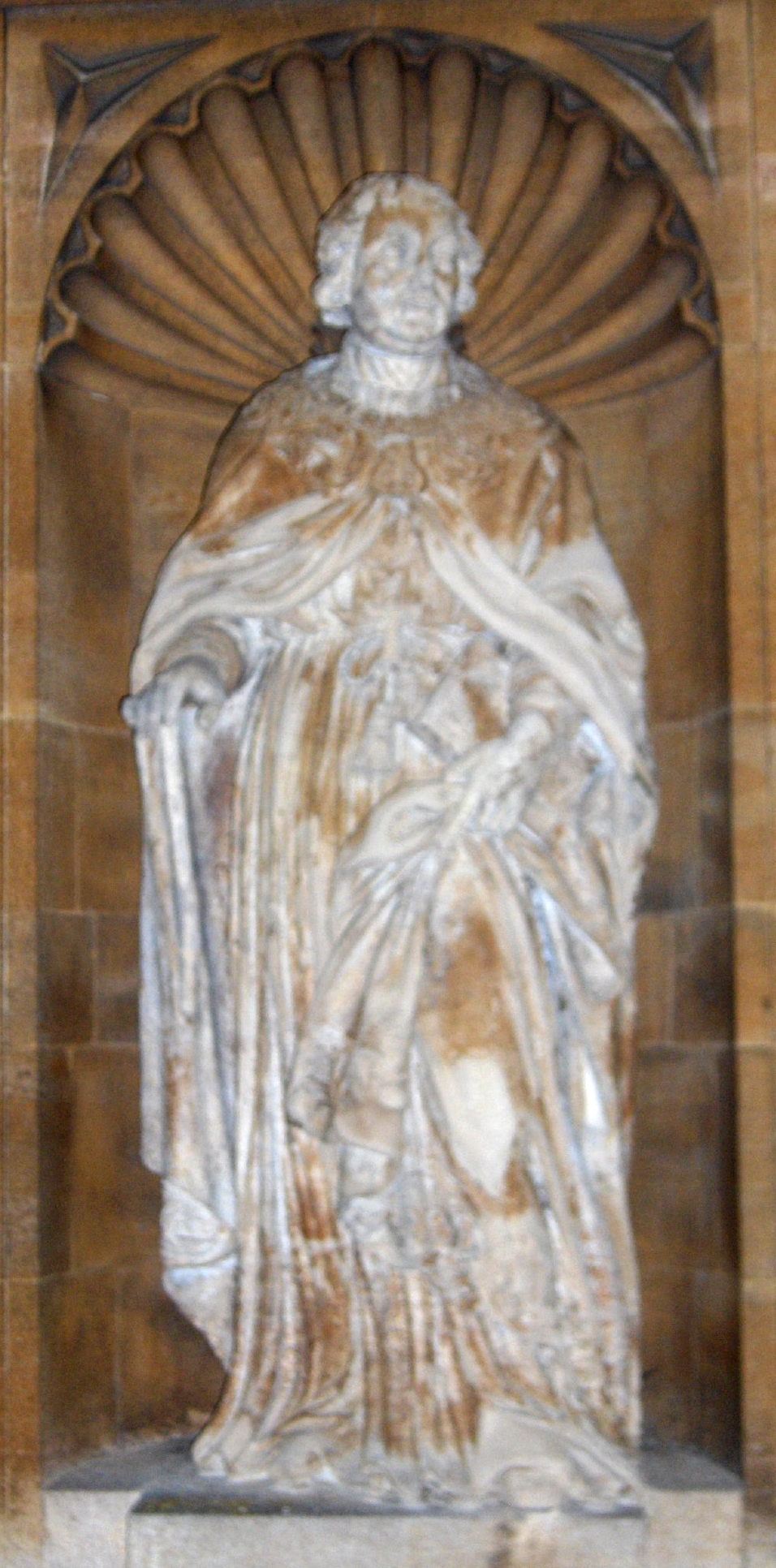
Pomnik Roberta de Eglesfield w prorektora ogród

College został założony w XIV wieku przez Roberta de Eglesfield (d'Eglesfield), kapelana żony króla Anglii Edwarda III); stąd jego nazwa. Herb kolegium tylko nieznacznie różni się od rodzinnego herbu jego fundatora. 
Podczas przebudowy w XVIII wieku została zbudowana biblioteka, uchodząca dziś za jedną z najpiękniejszych w Oksfordzie.
Średniowieczne fundamenty kolegium znajdują się pod dzisiejszą XVIII-wieczną strukturą.

### Nazwa
Nazwa kolegium The Queen's pochodzi od jego pierwszej patronki, Królowej Filipy de Hainault (1314–1369, żony króla Edwarda III). Kolegium zostało założone w styczniu 1341. Nosiło następujące nazwy: „Queen's Hall”, „Queenhall”, „Queen's College”. Według aktu z 1585 roku do oficjalnej nazwy college'u doszedł przedimek „the”, który zakończył zamieszanie związane z tym, której królowej kolegium nosi nazwę, ostatecznie potwierdzając nazwę wspominającą jego pierwszą patronkę. W praktyce jednak stosuje się nazwę bez przedimka, nazywając college (oryginalna powszechna pisownia) „Queens College” lub „Queen's”. Pełna nazwa college'u brzmi „The Provost and Scholars of The Queen’s College in the University of Oxford". W tym punkcie ważne jest wspomnieć o Queens' College w Cambridge, które dla odmiany nie ma przedimka i wskazuje to na fakt, że zostało nazwane na cześć kilku królowych (Małgorzata Andegaweńska, żona Króla Henryka VI i Elżbieta Woodville, żona Króla Edwarda IV).

## Budynki i życie studenckie

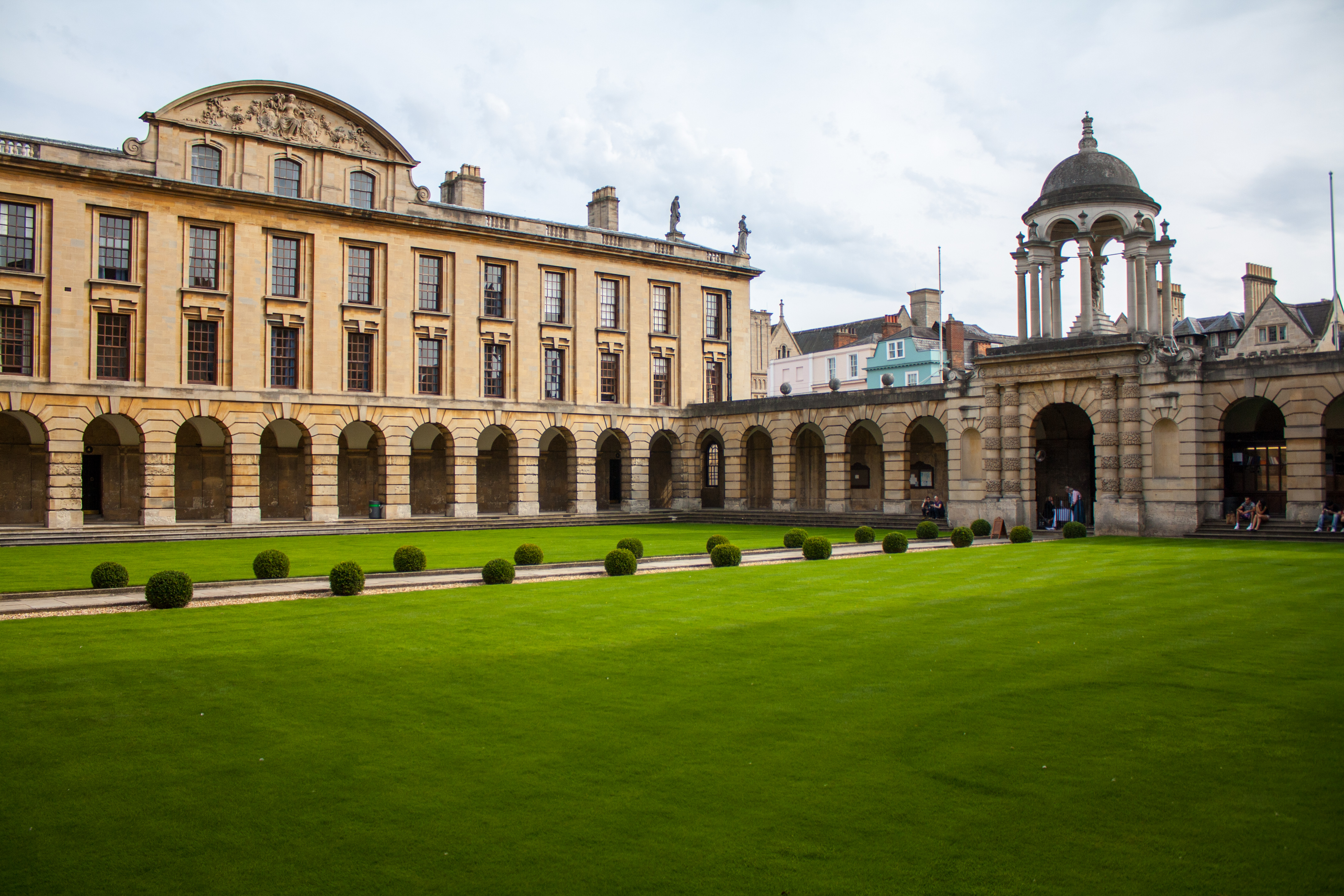
Główny dziedziniec The Queen's College

### Biblioteka
The Queen's College ma nie tylko jedną z najlepiej wyposażonych bibliotek w Oksfordzie, ale też jedną z najpiękniejszych. Obecna liczba książek do wypożyczenia oscyluje wokół 50 000 woluminów zaś pełna kolekcja sięga liczby 100 000. Książki z pierwszego piętra dostępne są tylko w obecności bibliotekarza. Pierwsze piętro biblioteki jest jednym z najważniejszych punktów w kolegium od jego zbudowania w XVII wieku. W przeciwieństwie do innych tego typu zabytkowych bibliotek w Oksfordzie, pierwsze piętro pozostaje do dyspozycji studentów kolegium w godzinach pracy bibliotekarzy. Biblioteka jest otwarta 24 godziny na dobę, siedem dni w tygodniu dla wszystkich studentów The Queen's College. Oprócz wystroju, biblioteka może pochwalić się jedną z największych  i najbardziej różnorodnych kolekcji w Oksfordzie. Część książek, tak jak pierwsze wydanie Szekspirowskich Komedii, Historii i Tragedii są tak cenne, że na co dzień przechowywane w podziemiach w miejscu nieznanym nikomu prócz bibliotekarzom. 
Na rok 2018 planowany jest koniec prac mających na celu powiększenie biblioteki. Nowa biblioteka będzie miała rozszerzoną piwnicę, tworząc więcej miejsca dla uczących się w niej studentów.

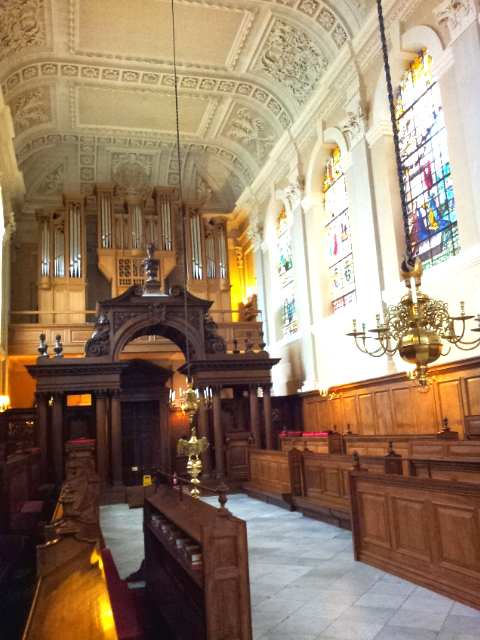
Kaplica w The Queen's College w Oksfordzie

### Kaplica i muzyka
The Queen's College uchodzi za najbardziej „umuzykalnione” kolegium w Oksfordzie. Chór w nim jest uznawany za najlepszy oksfordzki chór mieszany. Próby chóru odbywają się cztery razy w tygodniu zaś śpiewy w kaplicy trzy razy. W trakcie trymestru odbywają się też koncerty w kaplicy, podczas których można usłyszeć dzieła takich kompozytorów jak Handel, Bach lub Rutter.
Od czasu konsekracji w 1719 roku, kaplica The Queen's College pozostaje w prawie niezmienionym stanie.

### Zakwaterowanie
The Queen's jest jednym z niewielu kolegiów w Oksfordzie, które gwarantują zakwaterowanie dla wszystkich swoich studentów na studiach licencjackich. Jednym z budynków przynależących do The Queen's  jest Florey Building na ulicy St Clement's, zaprojektowany przez Jamesa Stirlinga i nazwany imieniem byłego rektora The Queen's, a zarazem zdobywcy Nagrody Nobla Howarda Florey'a. The Florey Building daje zakwaterowanie ponad osiemdziesięciu pierwszorocznym w The Queen's.  Budynek jest charakterystyczny ze względu na swoją nietypową budowę w kształcie litery U, ze ścianami ze szkła zwróconymi w stronę wewnętrzną litery. Pozostałe budynki należące do kolegium to Cardo Building, Carrodus Quad i St.Aldate's House. Ten ostatni jest przeznaczony najczęściej dla studentów studiów magisterskich lub tych spoza Wielkiej Brytanii.

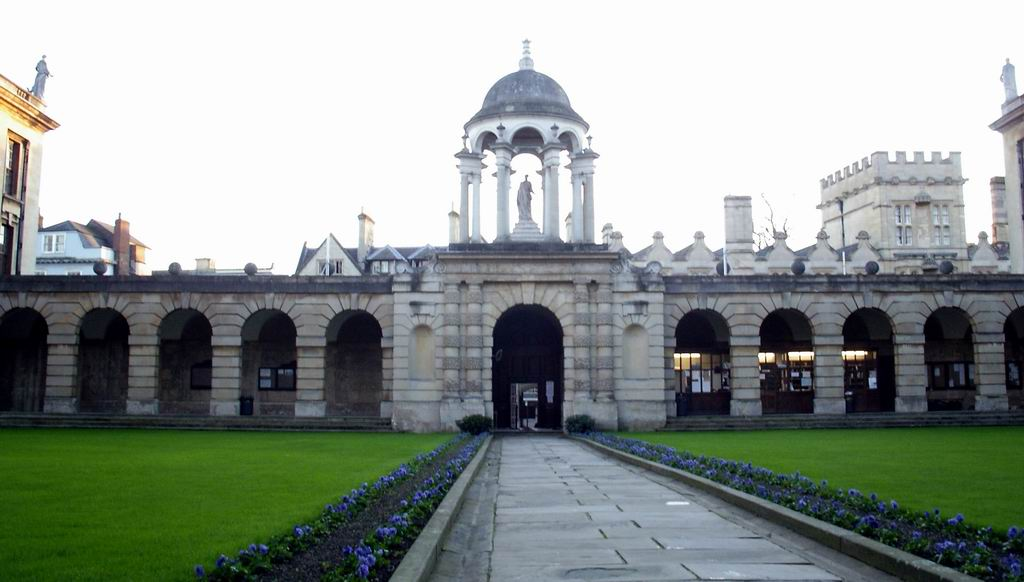
Widok na wejście od ulicy High Street

### Posiłki
Każdy student The Queen's może jadać wszystkie posiłki w zabytkowej stołówce. Wyżywienie jest subsydiowane przez władze kolegium, co jest tłumaczone brakiem kuchni w większości budynków z zakwaterowaniem.
The Queen's jest prawdopodobnie jedynym kolegium w Oksfordzie, gdzie każda kolacja jest podawana przez kelnerów. Każdego dnia podaje się dwie kolacje, na które studenci zapisują się z wyprzedzeniem. Druga kolacja wymaga założenia przez studentów oksfordzkiej szaty i przed nią można usłyszeć błogosławieństwo po łacinie, charakterystyczne dla tego kolegium.
Benedic nobis, Domine Deus, et his donis, quae ex liberalitate Tua sumpturi sumus; per Jesum Christum Dominum nostrum. Amen.

## Sławni absolwenci

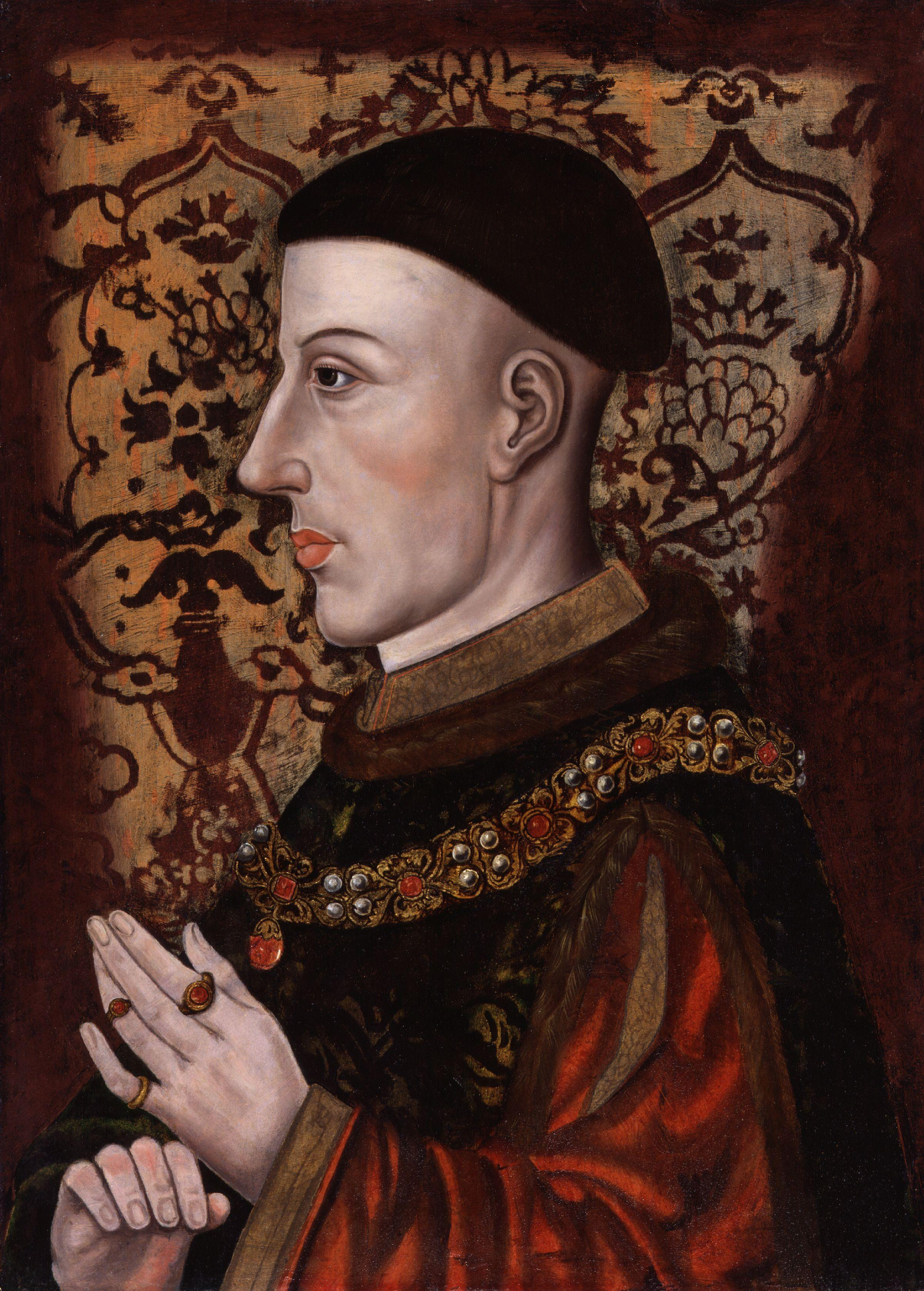
Henry V
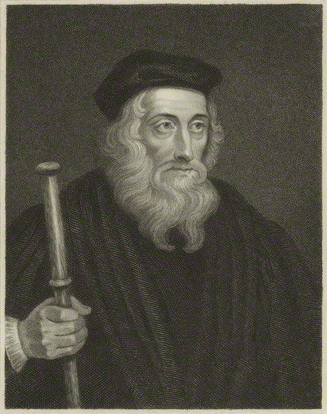
John Wycliffe
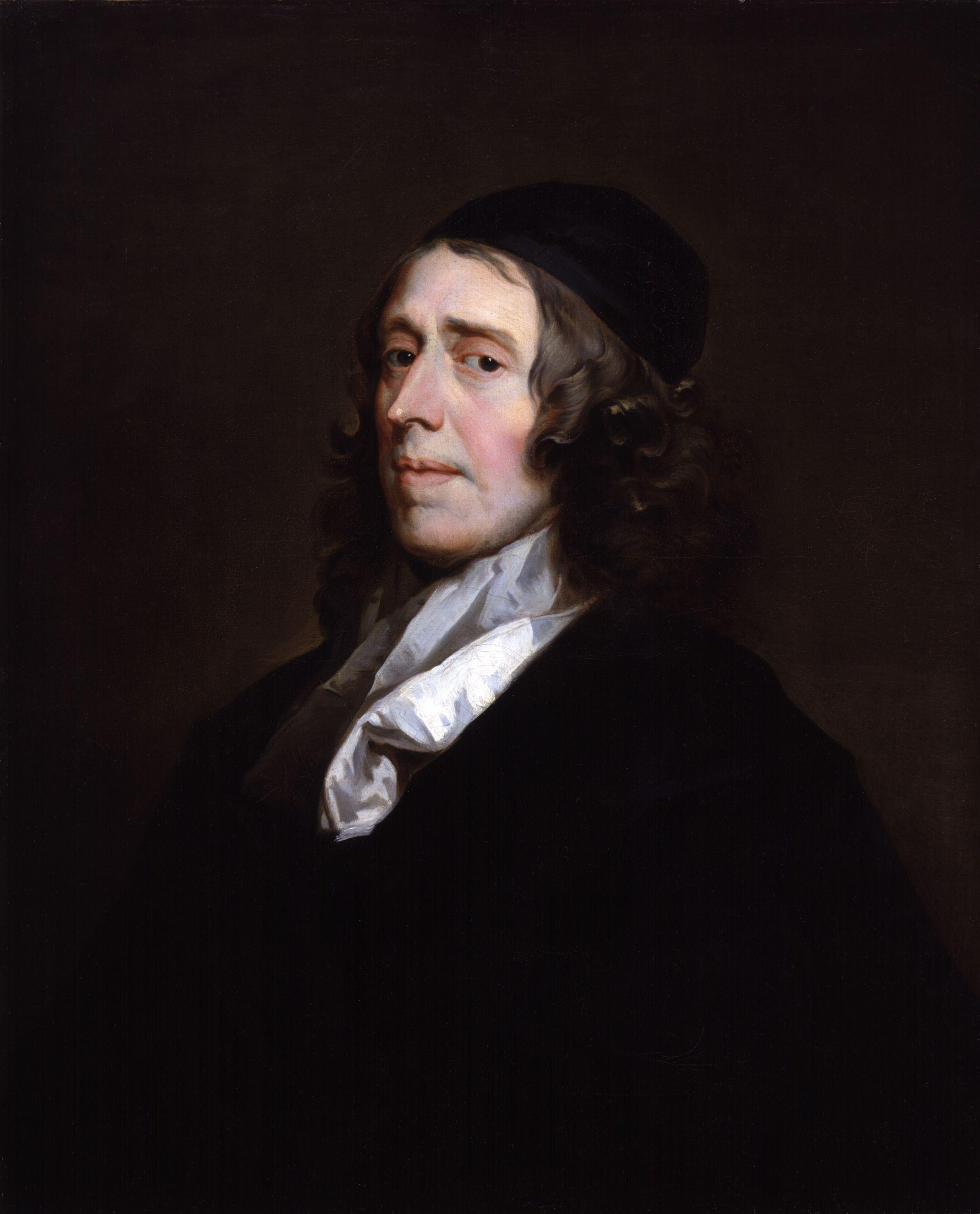
John Owen
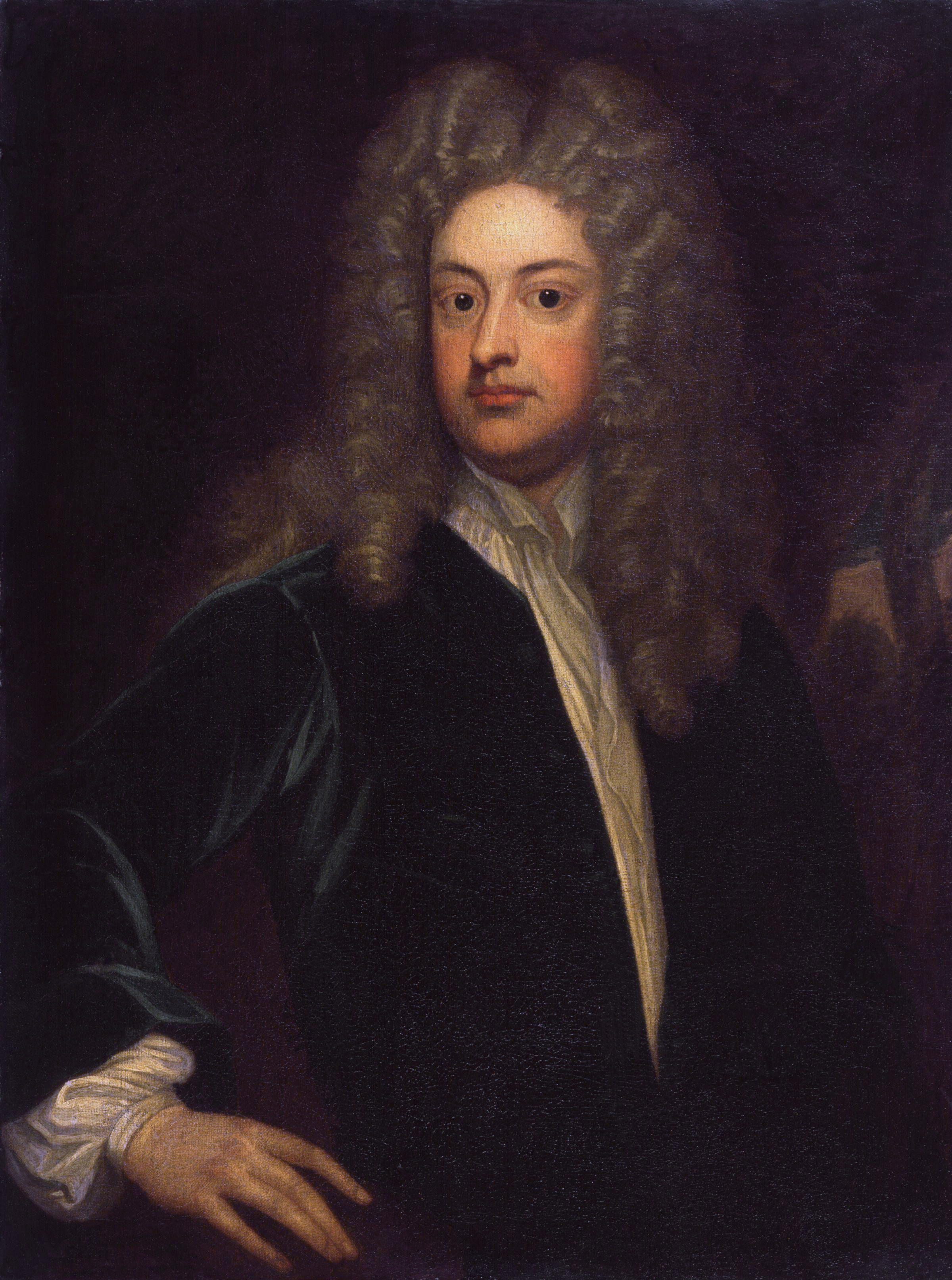
Joseph Addison
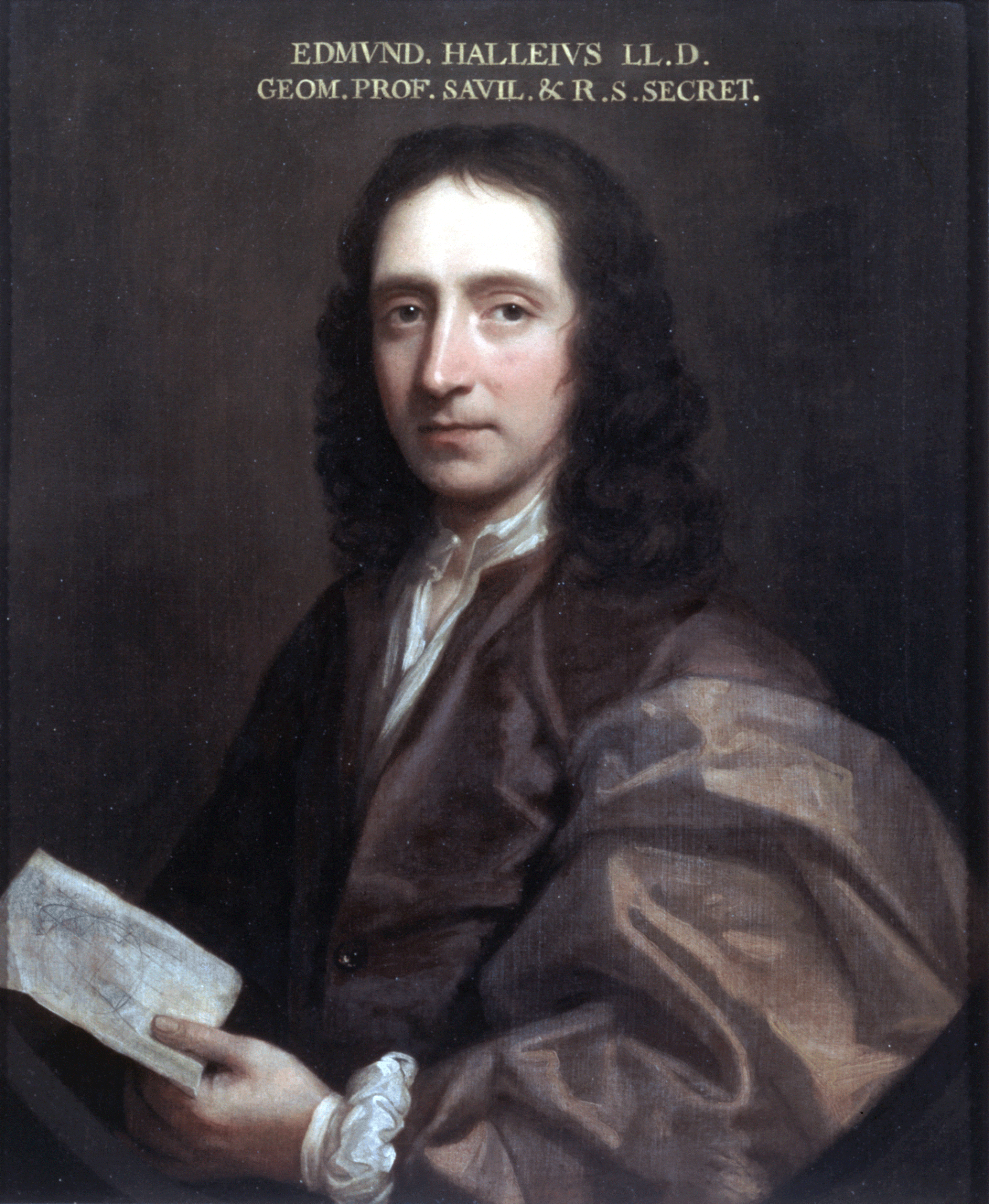
Edmund Halley
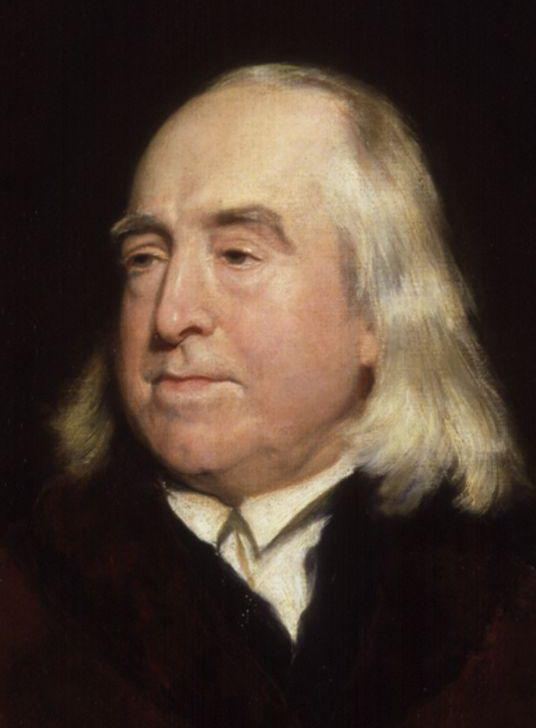
Jeremy Bentham
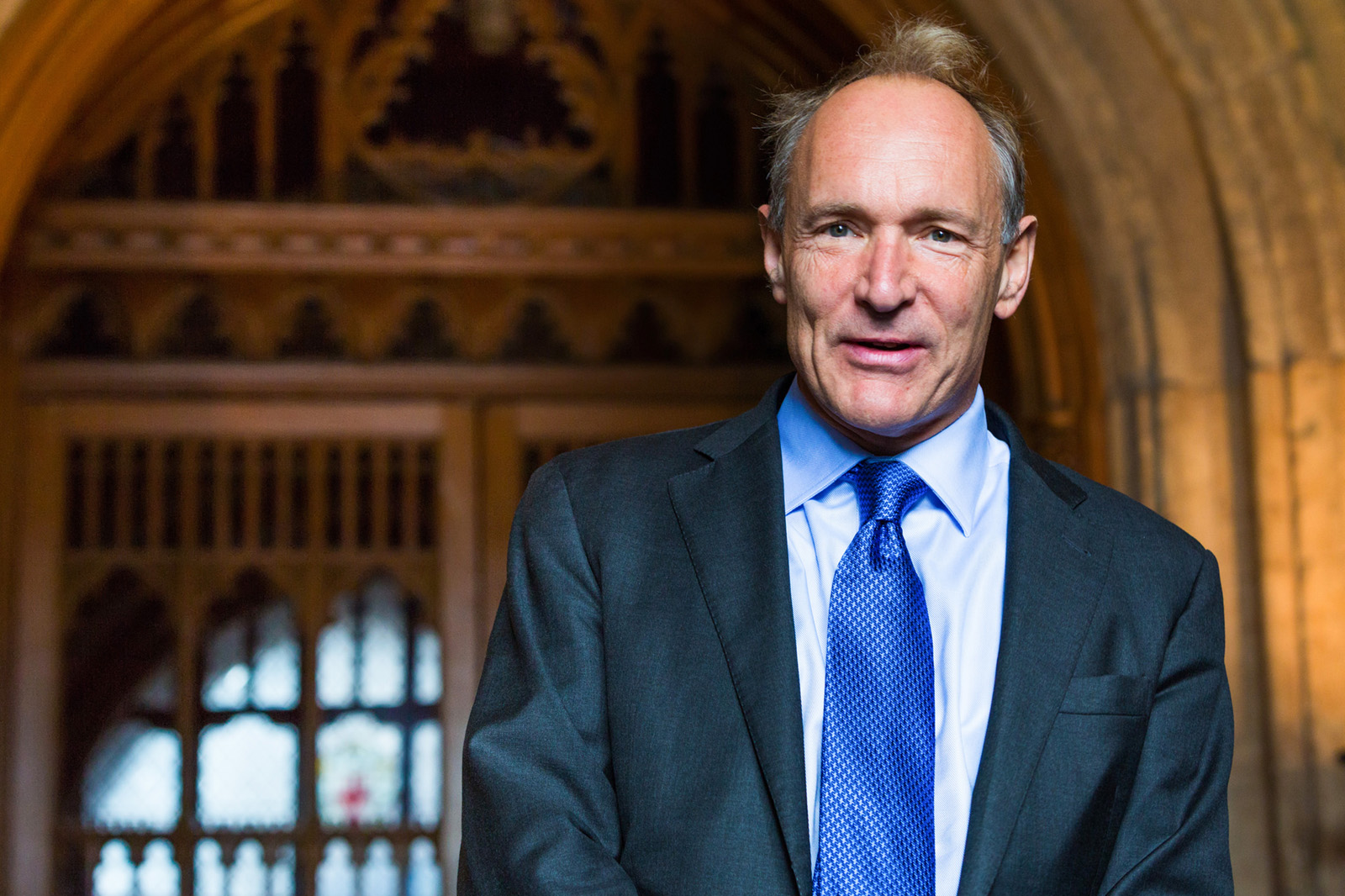
Tim Berners-Lee
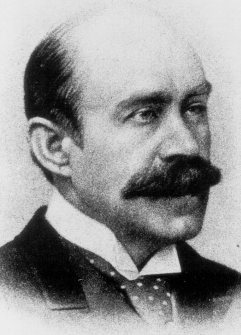
Walter Pater
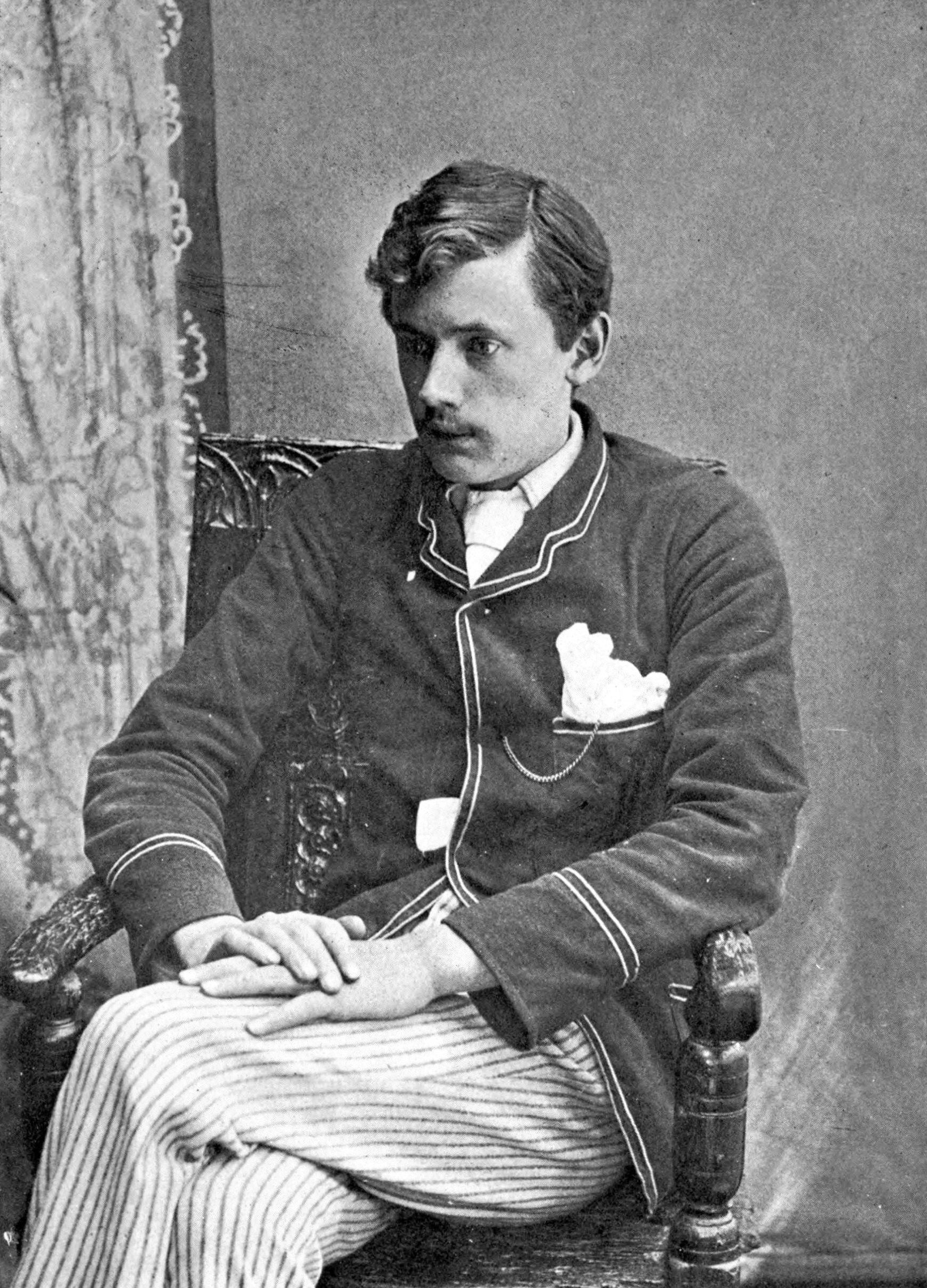
Ernest Dowson
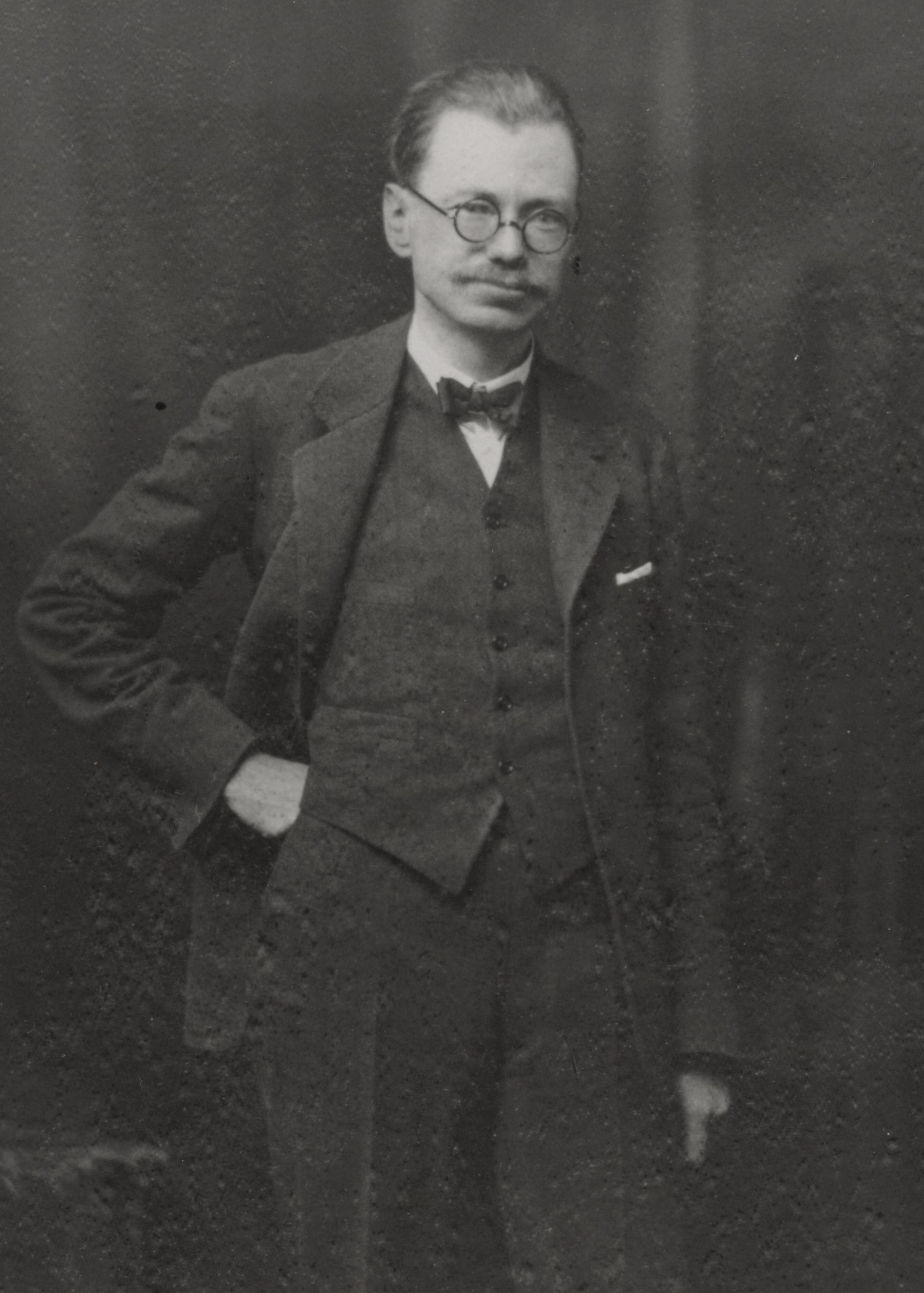
Vere Gordon Childe
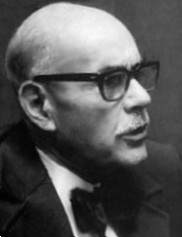
Wilfred Bion
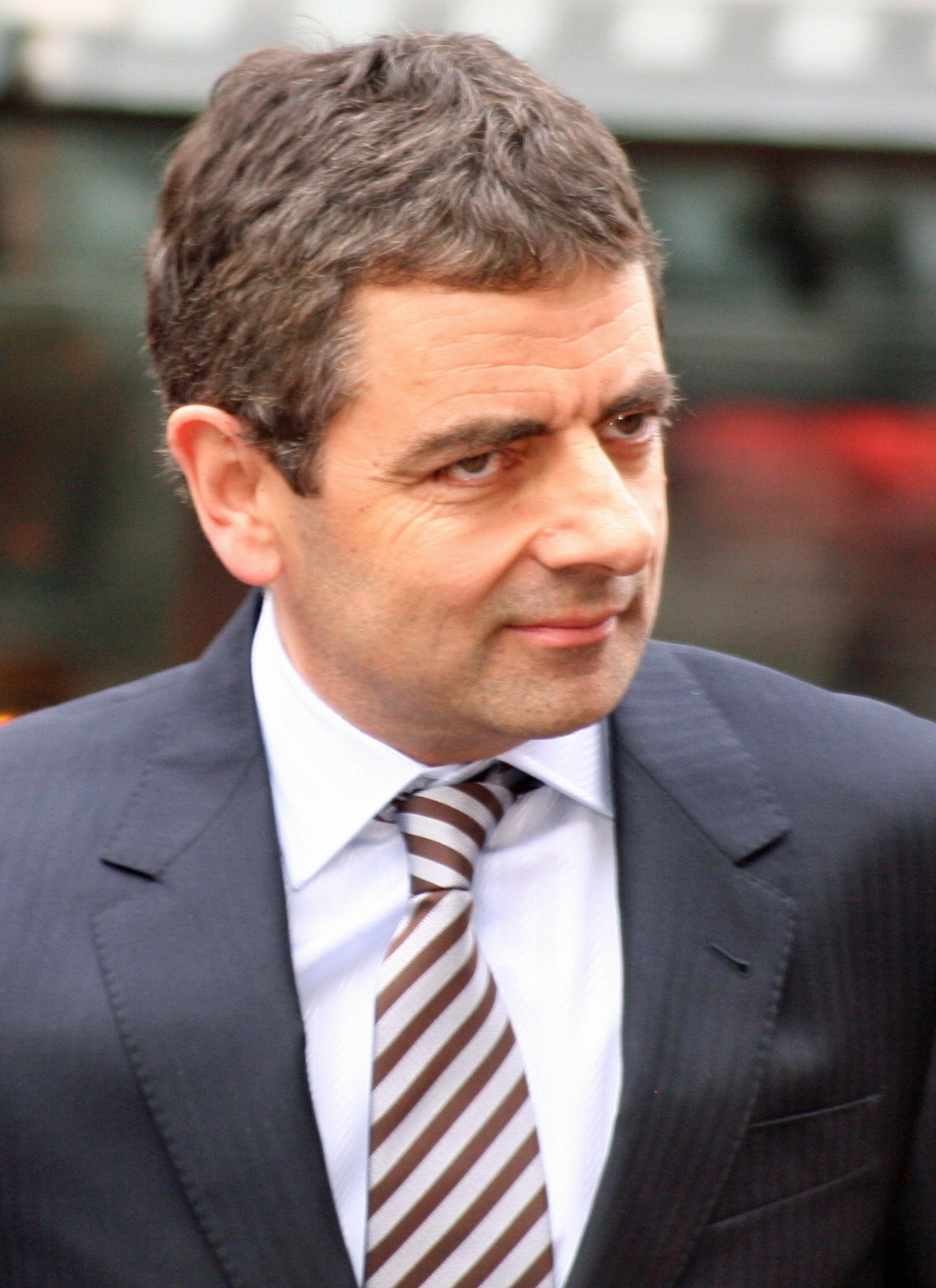
Rowan Atkinson
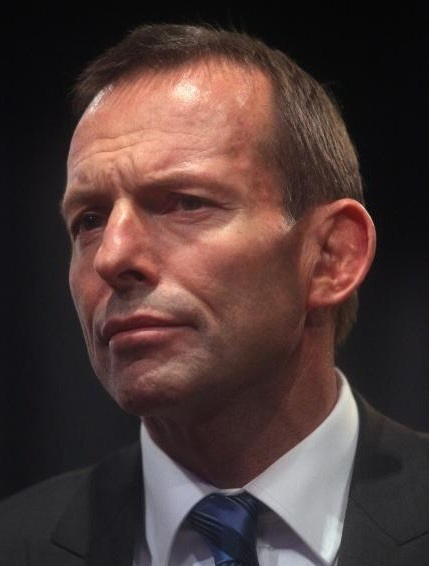
Tony Abbott
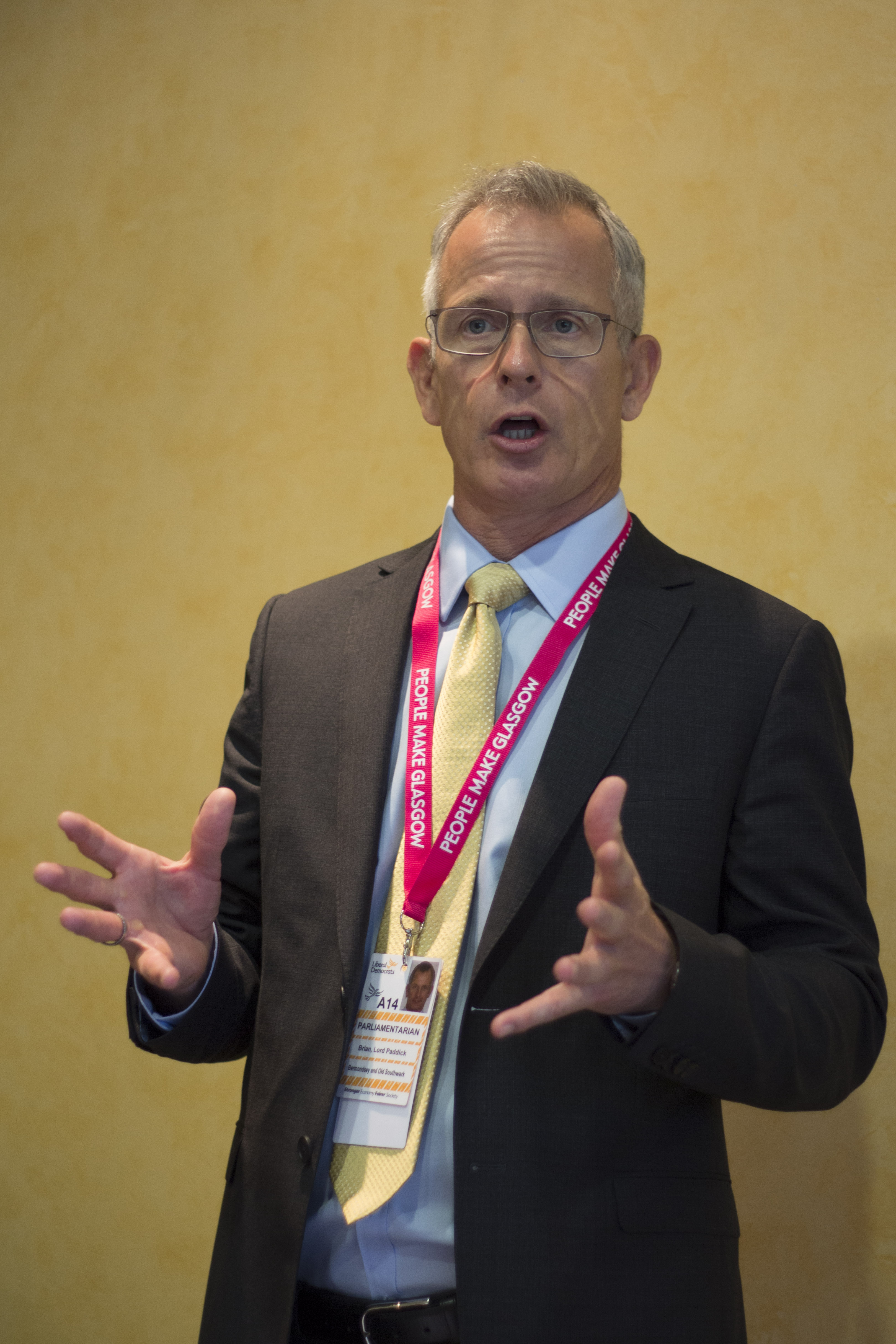
Brian Paddick
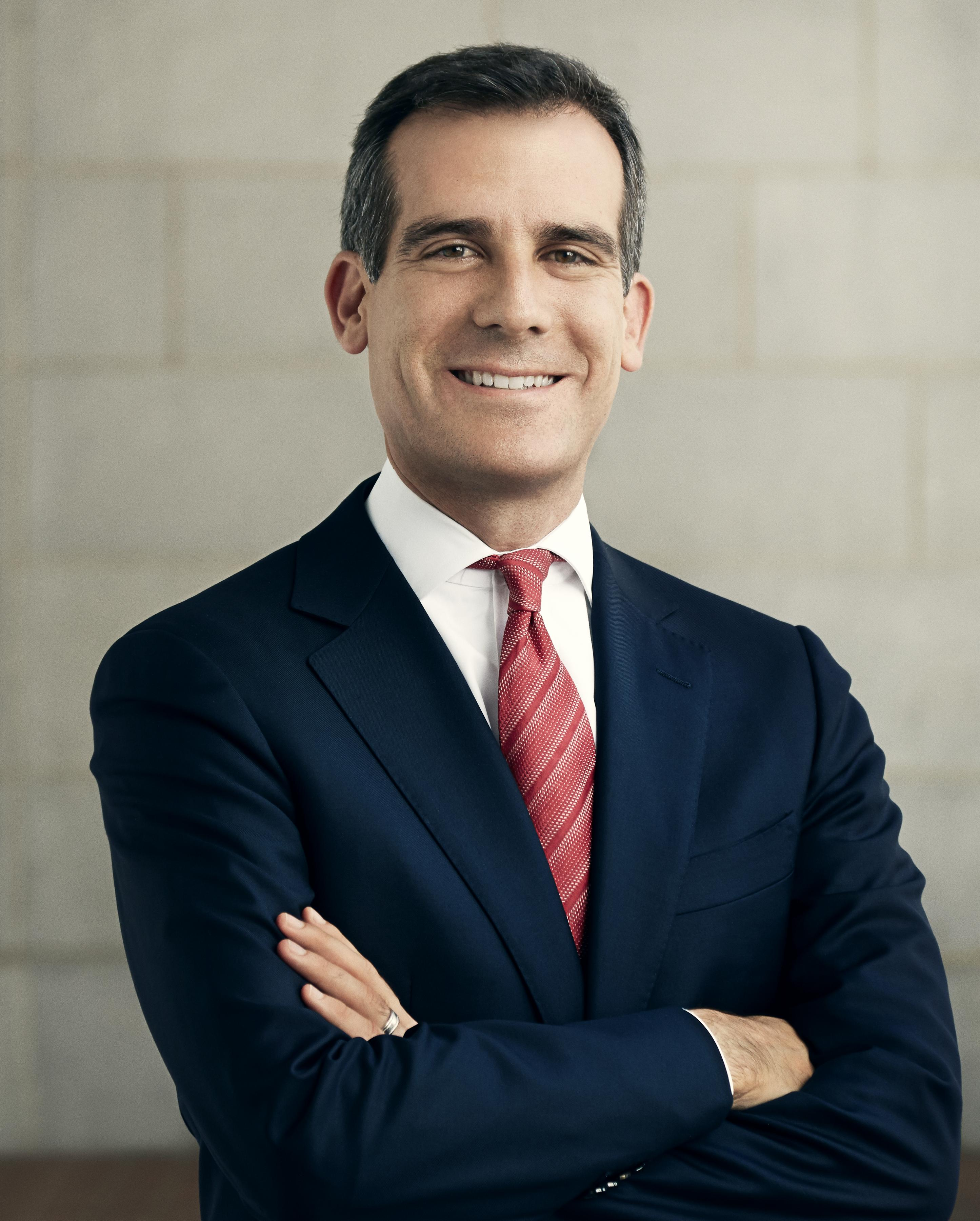
Eric Garcetti
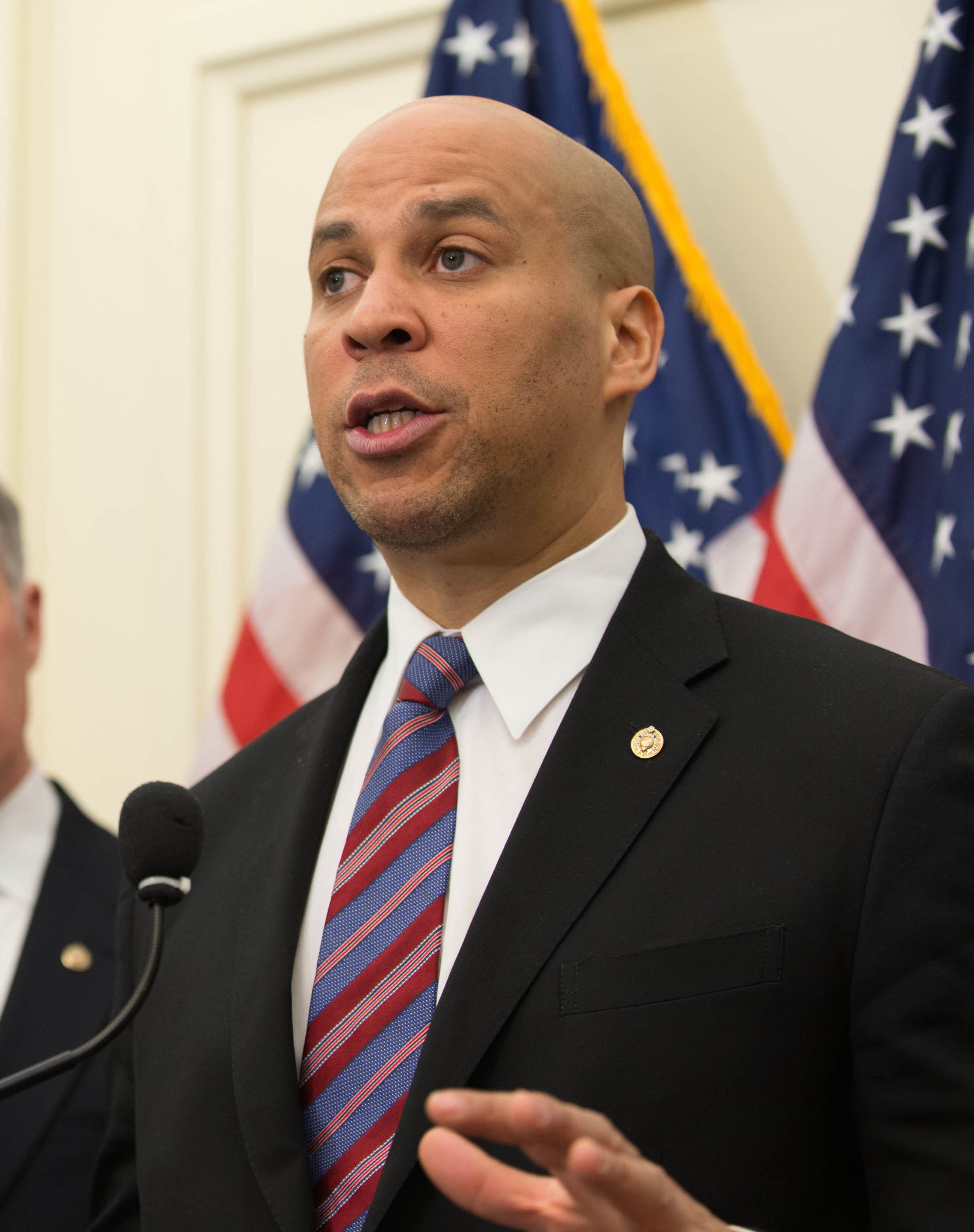
Cory Booker
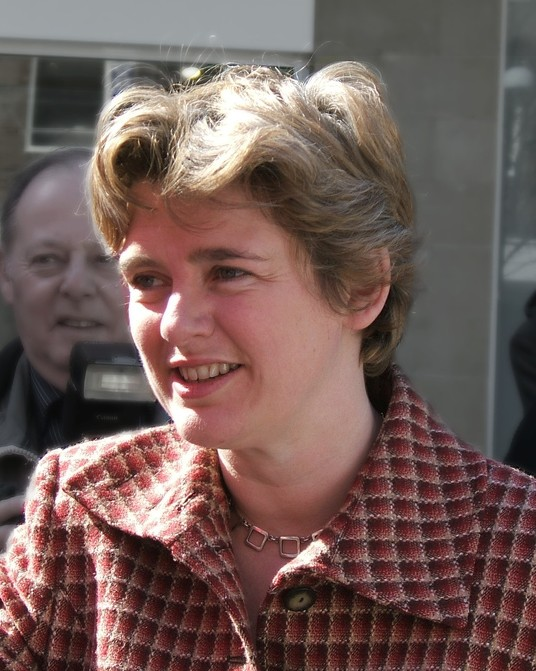
Ruth Kelly
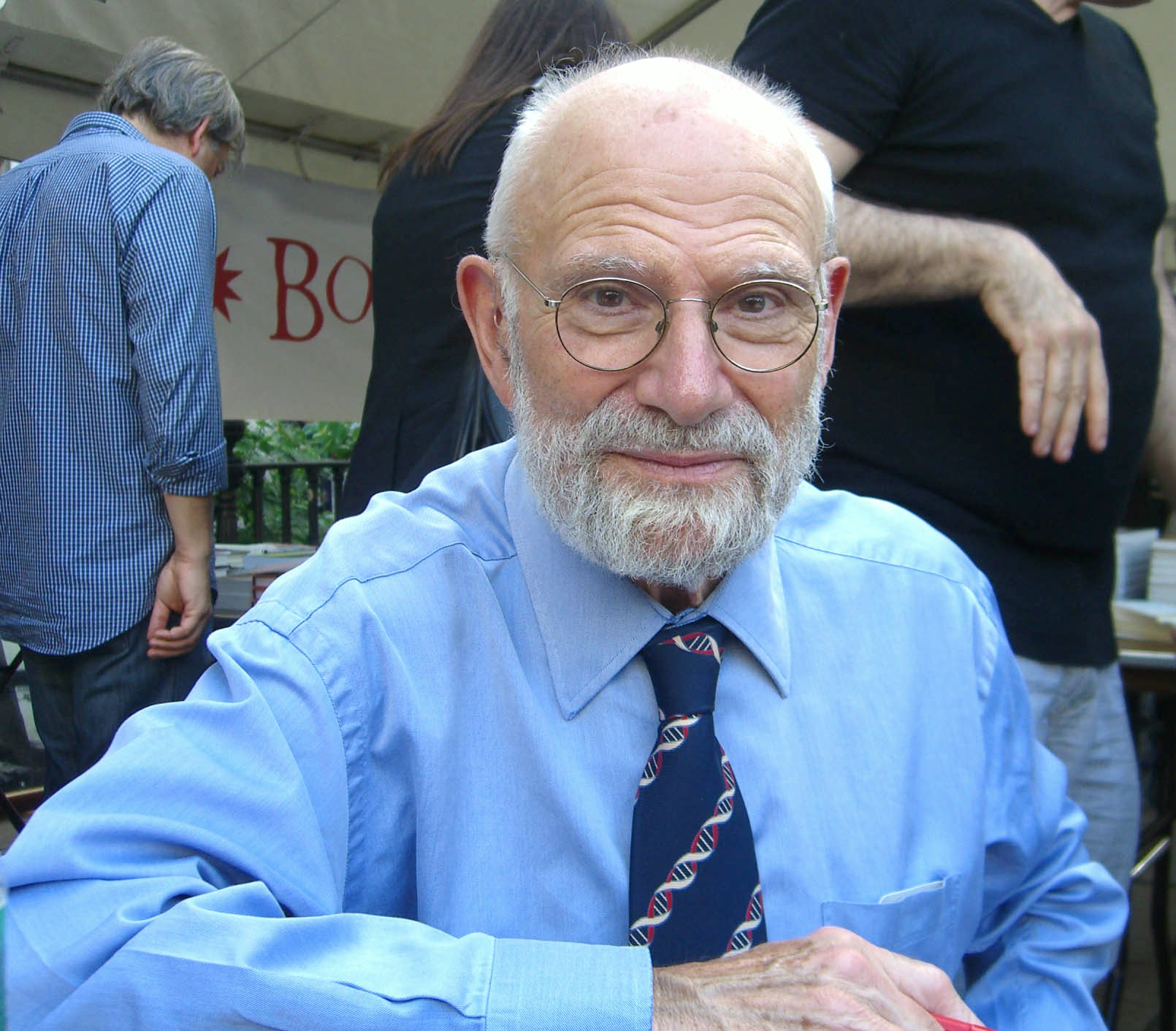
Oliver Sacks

- Thomas Middleton
- Adam Zamoyski, historyk i pisarz
- Tony Abbott, Premier Australii
- Joseph Addison, współzałożyciel The Spectator
- Rowan Atkinson, aktor i komik, znany m.in. z ról w: Czarna Żmija i Jaś Fasola
- Tim Berners-Lee, wynalazca World Wide Web
- Cory Booker, senator w stanie New Jersey
- John Crewdson, zdobywca Nagrody Pulitzera dziennikarz The New York Times
- Alfred Enoch, aktor brytyjski
- Eric Garcetti, prezydent Los Angeles
- Król Henryk V Lancaster
- Edwin Powell Hubble, amerykański astronom[6]
- Leopold Stokowski, dyrygent

## Galeria

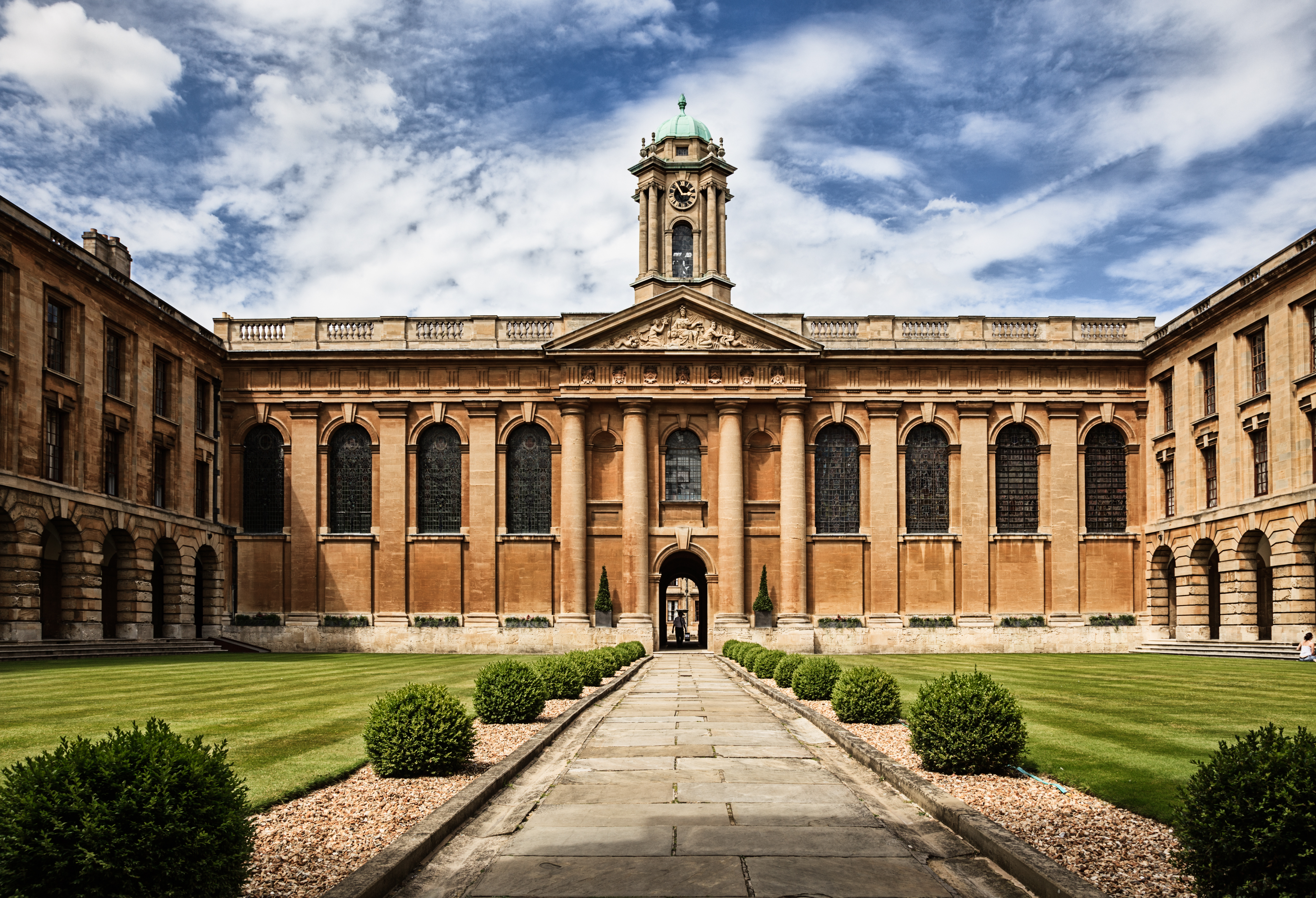
The Queen's College
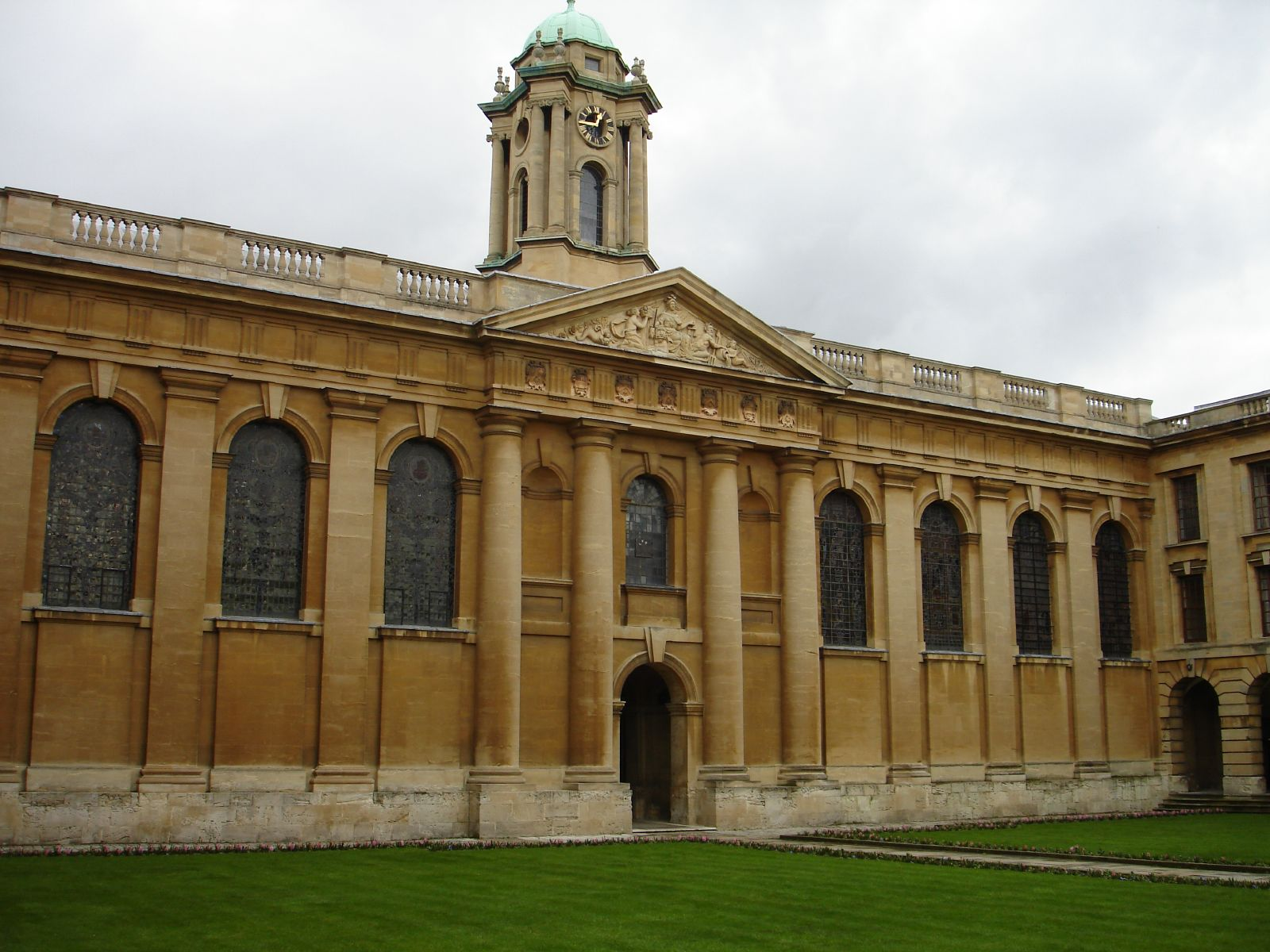
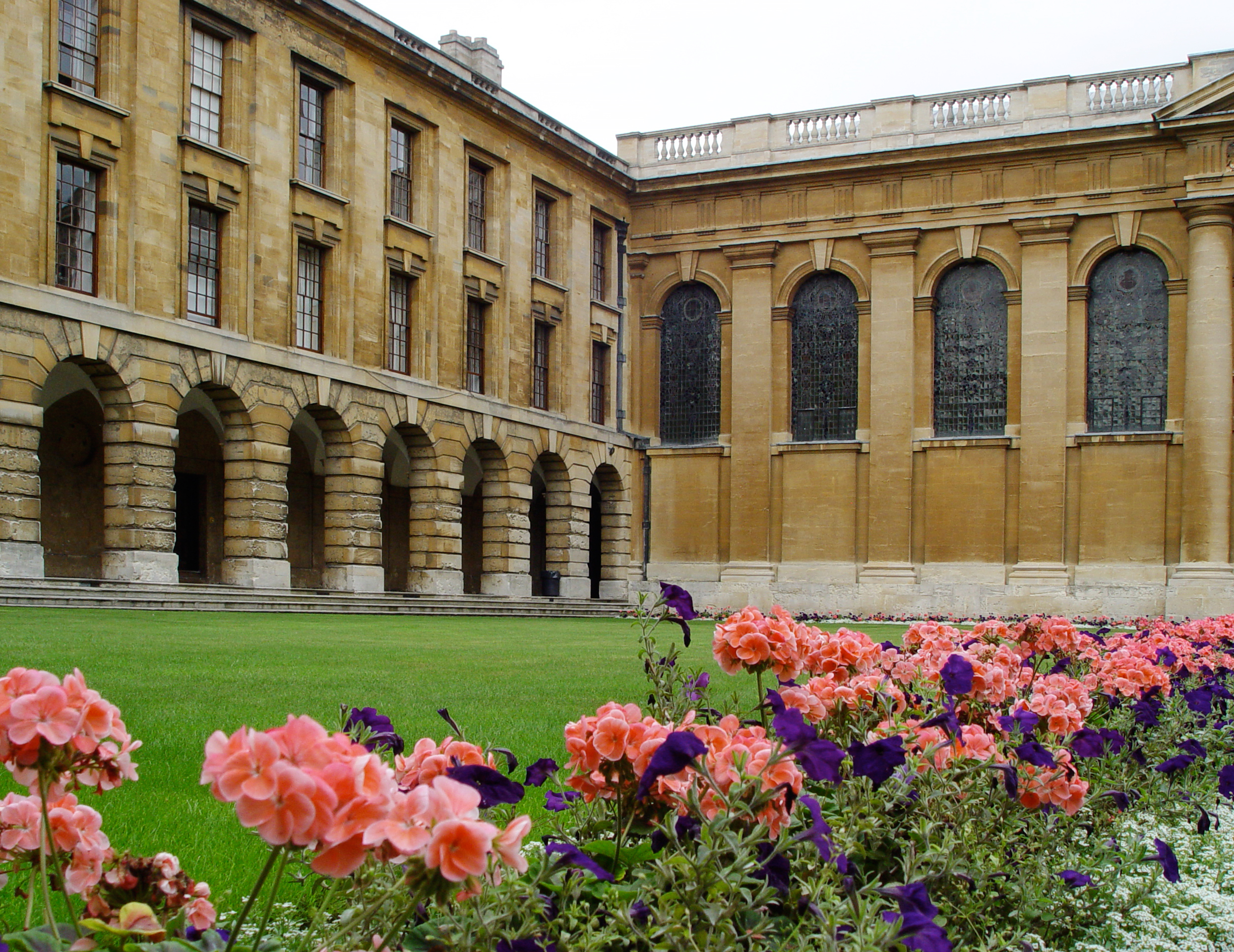
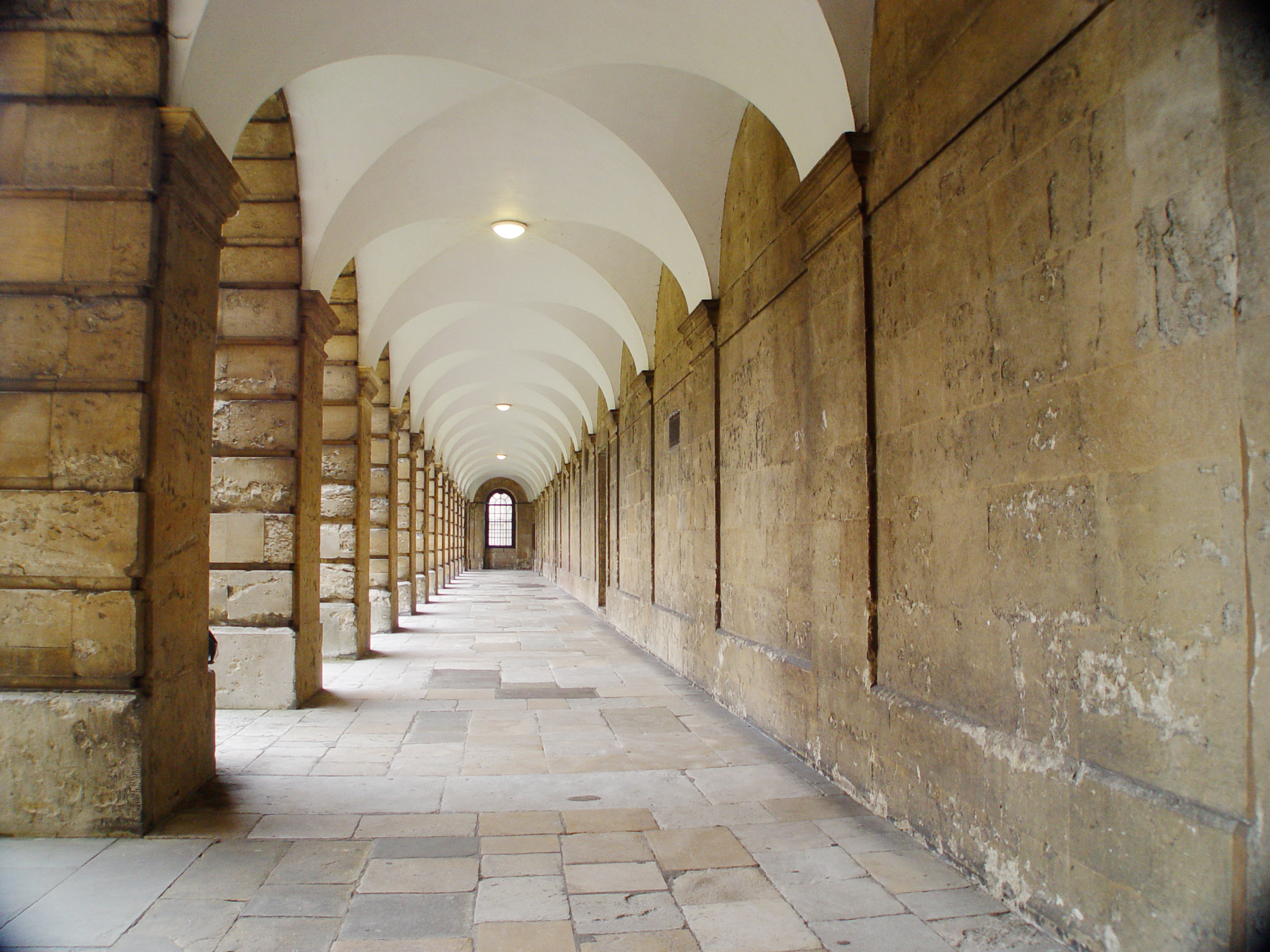
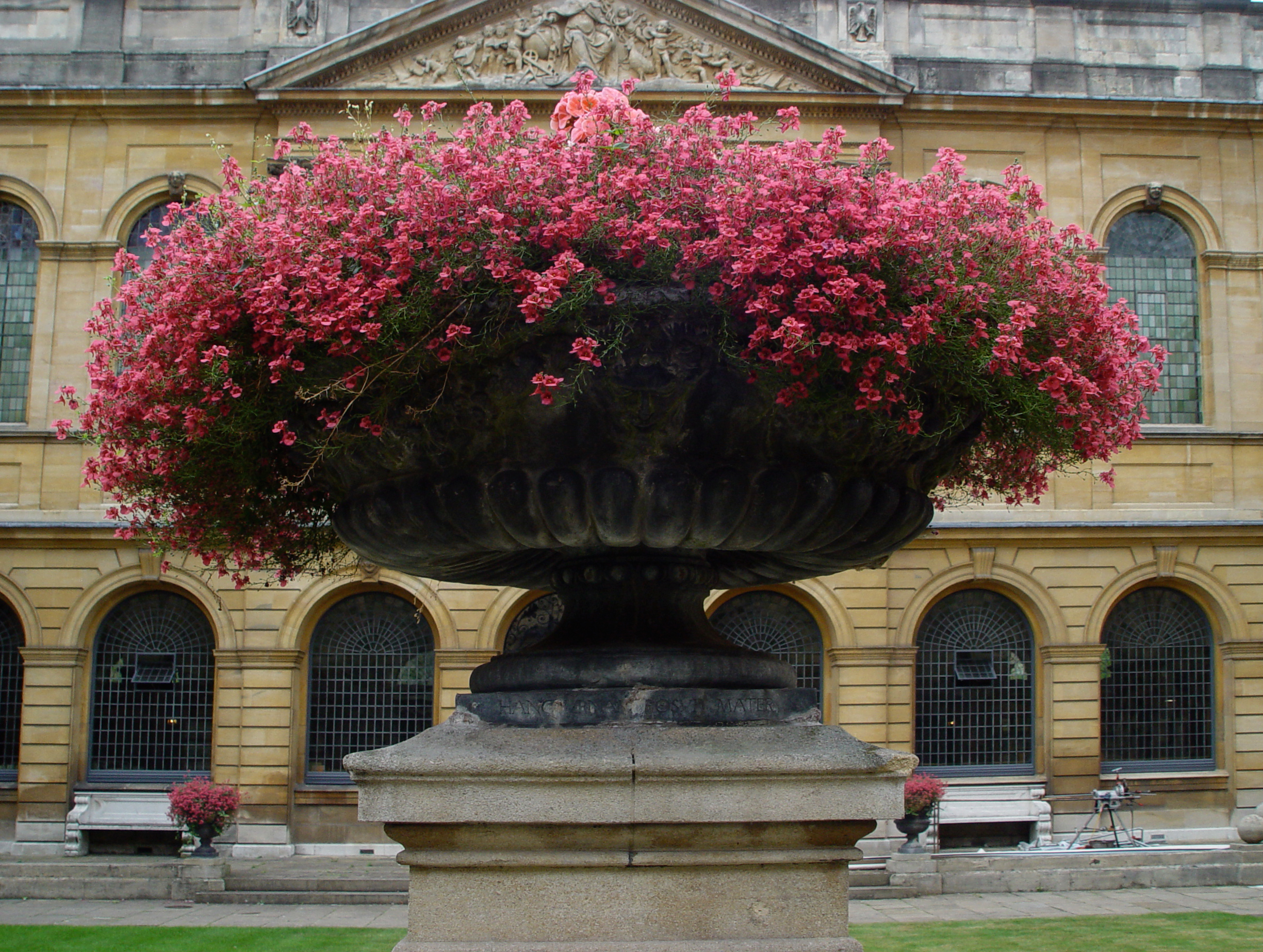